# Gare de Vosves
Ne doit pas être confondu avec Gare de Voves (Eure-et-Loir)
La gare de Vosves est une halte ferroviaire française de la ligne de Corbeil-Essonnes à Montereau, située dans la commune de Dammarie-les-Lys (département de Seine-et-Marne).
Ouverte en 1897 par la Compagnie des chemins de fer de Paris à Lyon et à la Méditerranée, c'est aujourd'hui une halte de la Société nationale des chemins de fer français (SNCF) desservie par les trains de la ligne D du RER. Elle se situe à une distance de 52,38 km de Paris-Gare-de-Lyon.

## Situation ferroviaire
La gare de Vosves est établie à l'ouest du territoire de la commune de Dammarie-les-Lys, le long de la Seine, dans le hameau de Vosves, à 43 mètres d'altitude, au point kilométrique 52,375 de la ligne de Corbeil-Essonnes à Montereau.
Elle constitue le huitième point d’arrêt de la ligne après la gare de Boissise-le-Roi et précède la gare de Melun.

## Histoire

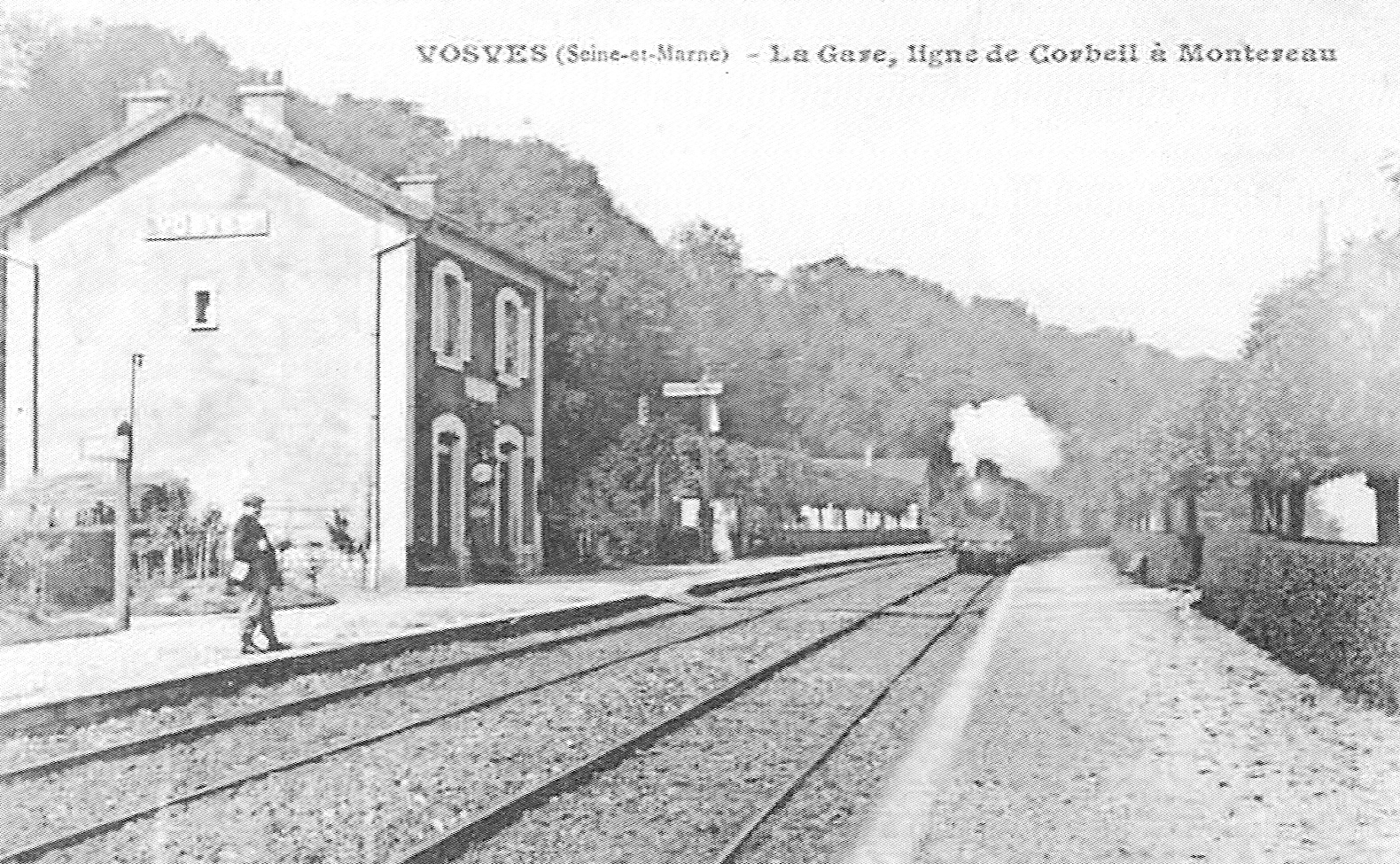
L'intérieur de la gare au début du XXe siècle.

La gare de Vosves a été ouverte au public en 1897, dès l’inauguration de la ligne de Corbeil à Melun et à Montereau. Située à l'ouest de la commune de Dammarie-les-Lys, cette gare tient son nom du hameau dans lequel elle est établie.
Cette gare est une des cinq gares ou stations historiques de la ligne entre Corbeil et Melun avec les gares de Coudray-Montceaux et de Ponthierry - Pringy et les stations de Villabé et de Saint-Fargeau.
Jusqu'à la mise en service de la partie sud de la ligne D du RER en 1995, les trains desservant la gare de Vosves effectuaient des trajets réguliers entre Paris-Gare-de-Lyon et Melun tous les jours de la semaine, en soirée et jusqu'après minuit. Ce n'est qu'à partir de 1999 que Paris n'a plus été desservie aux heures de pointe en semaine et qu'un système de navettes entre Melun et la gare de Juvisy a été mis en place. Depuis 2005, la gare n'est plus desservie par les trains au départ de Corbeil-Essonnes et de Melun en soirée et la nuit. La ligne 500 du réseau de bus Évry Centre Essonne assure à la place la desserte des gares entre Corbeil-Essonnes et Melun,,.
Lors de l'ouverture de la ligne, la gare disposait d'un bâtiment voyageurs. Celui-ci n'est plus en service et était désaffecté. Il a été démoli le 11 janvier 2024.
En 2011, les navettes entre Juvisy et Melun sont principalement assurées par des rames Z 5300, alors qu'aux heures creuses et le weekend, les trains en direction de Paris, et au-delà, sont assurés par des rames Z 20500.
En 2016, selon les estimations de la SNCF, la fréquentation annuelle de la gare est de 32 400 voyageurs comme en 2015. Ce nombre s'est élevé à 21 600 en 2014.
À partir du mois de décembre 2018, lors de la mise en place du service annuel 2019, la desserte de la gare est modifiée : il n'y a plus d'accès direct vers Paris ; aux heures de pointe, des navettes assurent des liaisons Melun - Corbeil-Essonnes et, aux heures creuses, des navettes assurent des liaisons Melun - Juvisy via Ris-Orangis. Par ailleurs, toutes les rames Z 5300, qui assuraient les navettes Juvisy – Melun ont été retirées de la ligne.
Au début du mois de septembre 2019, les premières rames Z 57000 sont mises en service sur la liaison Melun - Corbeil-Essonnes - Juvisy (via Ris-Orangis).

## Service des voyageurs

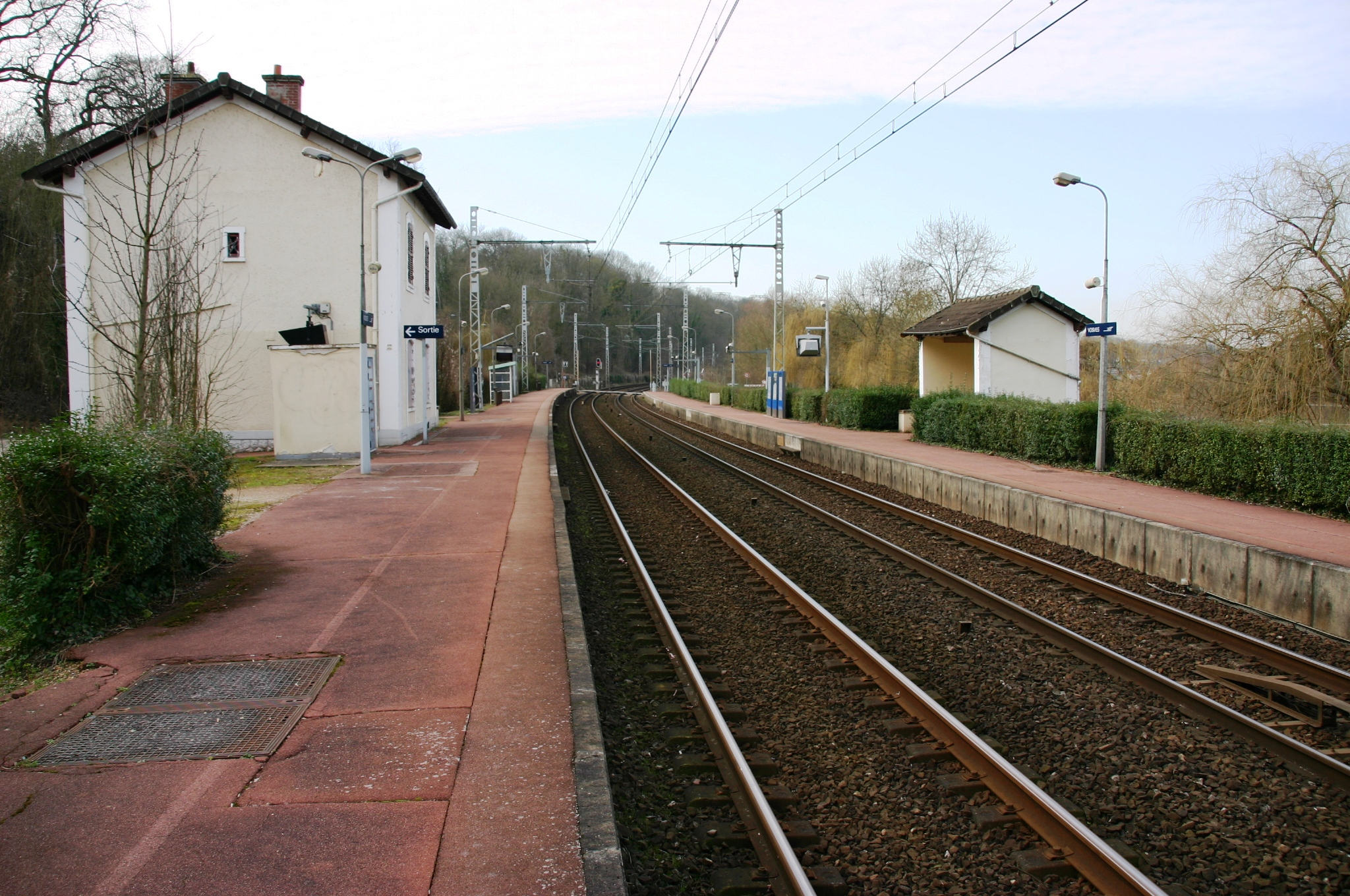
Les quais de la gare. À gauche, la voie 2 en direction de Corbeil-Essonnes. À droite, la voie 1 en direction de Melun.

### Accueil
La gare de Vosves ne dispose plus de bâtiment voyageurs. Aucune présence commerciale n'est assurée dans la gare. Seul un automate permet la délivrance de titres de transport.
Chaque quai de la gare est équipé d'un abri voyageurs semi-fermé.
Les accès aux quais se font uniquement depuis la voirie. Il n'existe pas de passage souterrain ni de passerelle ; le passage d'un quai à l'autre se fait obligatoirement par le passage à niveau situé immédiatement à l'extrémité ouest de la gare. Cette situation est problématique lorsque les barrières du passage à niveau sont abaissées puisque les voyageurs ne peuvent plus accéder au quai opposé.

### Desserte
La gare est desservie par les trains du RER D. Aux heures de pointe, seules des navettes Corbeil – Melun circulent. Aux heures creuses et le weekend, le service est assuré par des missions Juvisy - Melun par Ris-Orangis.
Depuis 2005, la gare n'est plus desservie par les trains au départ de Corbeil-Essonnes et de Melun en soirée et la nuit. En remplacement, des cars Transilien assurent la desserte des gares entre Corbeil-Essonnes et Melun.

### Fréquentation
De 2015 à 2023, selon les estimations de la SNCF, la fréquentation annuelle de la gare s'élève aux nombres indiqués dans le tableau ci-dessous.
| Année     | 2015   | 2016   | 2017   | 2018   | 2019   | 2020   | 2021   | 2022   | 2023   |
| --------- | ------ | ------ | ------ | ------ | ------ | ------ | ------ | ------ | ------ |
| Voyageurs | 34 075 | 34 729 | 35 493 | 35 838 | 36 530 | 12 551 | 54 599 | 30 173 | 32 109 |

### Intermodalité
La gare est desservie en soirée par la ligne 4250 du réseau de bus Évry Centre Essonne.

## Galerie de photographies

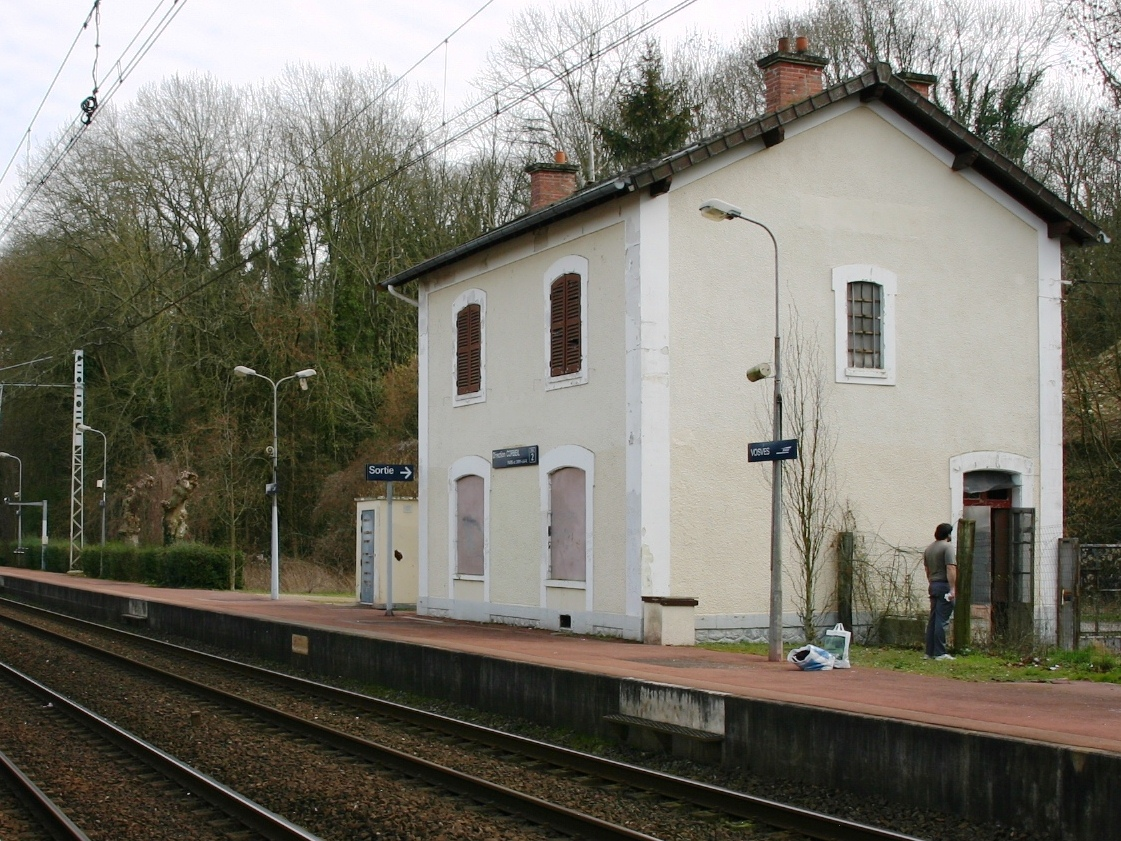
Ancien bâtiment voyageurs de la gare de Vosves, actuellement désaffecté.
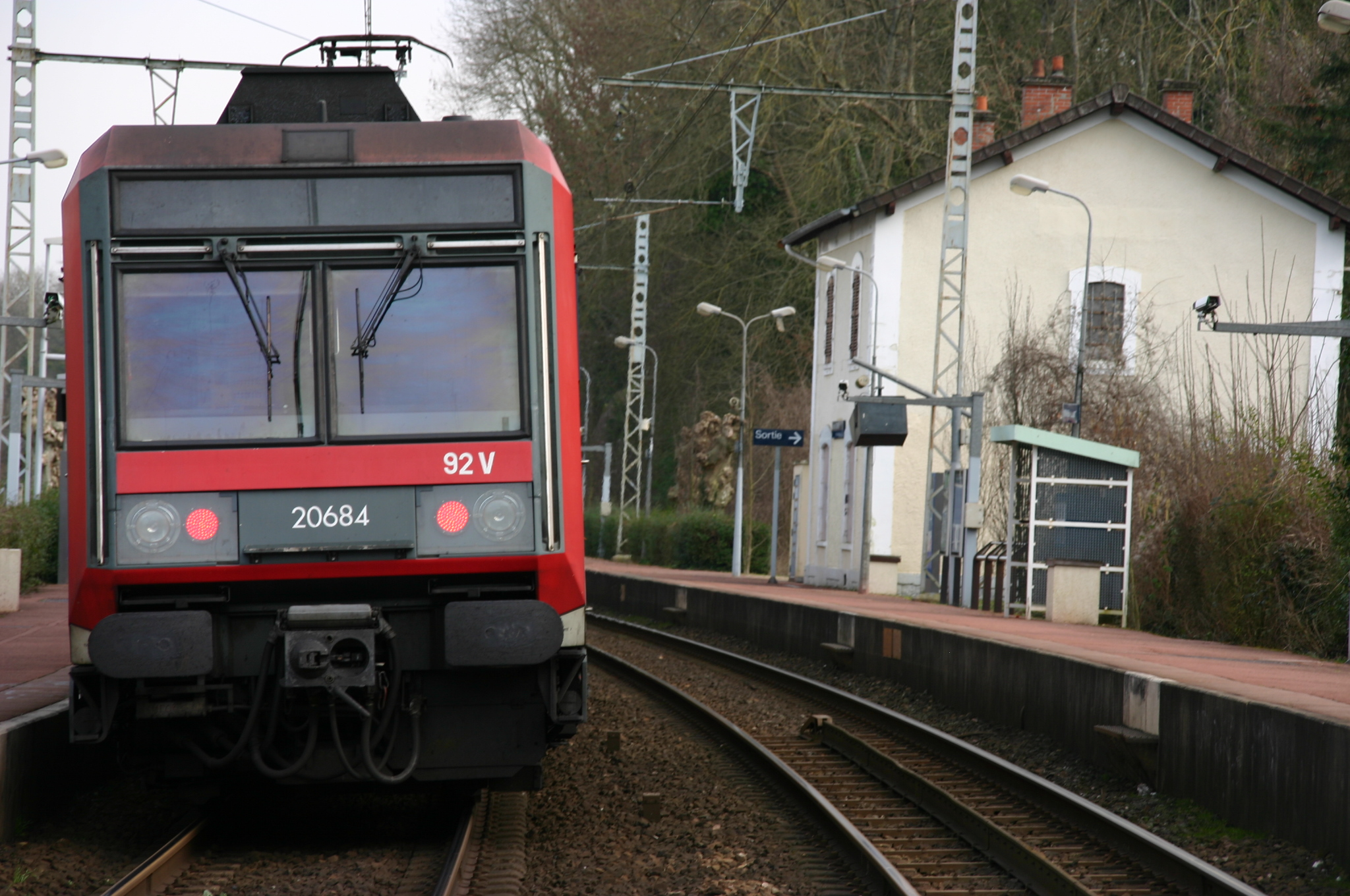
Rame Z 20500 sur voie 1 assurant une mission en direction de Melun.
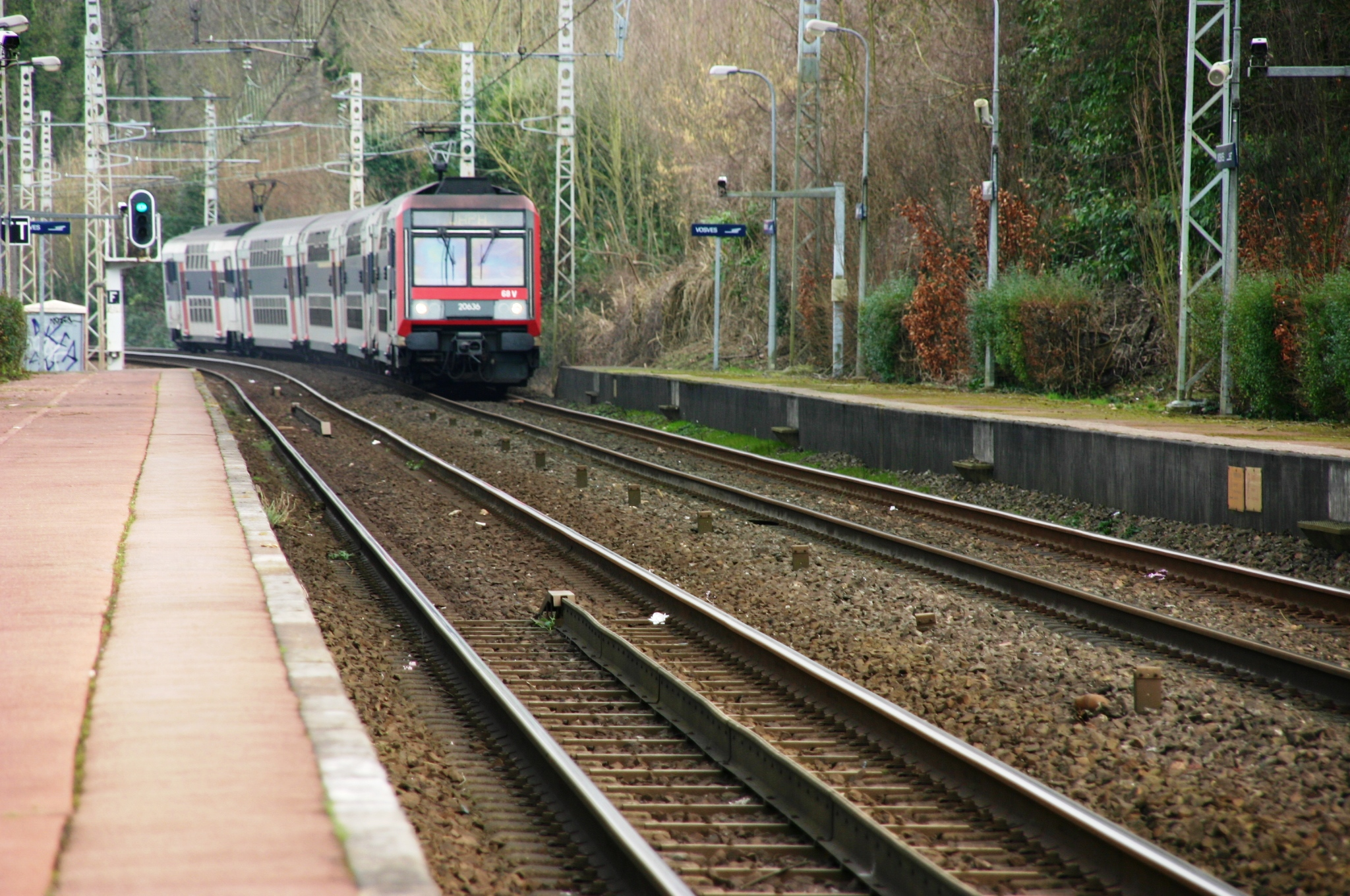
Rame Z 20500 sur voie 2 assurant une mission en direction de Corbeil-Essonnes.
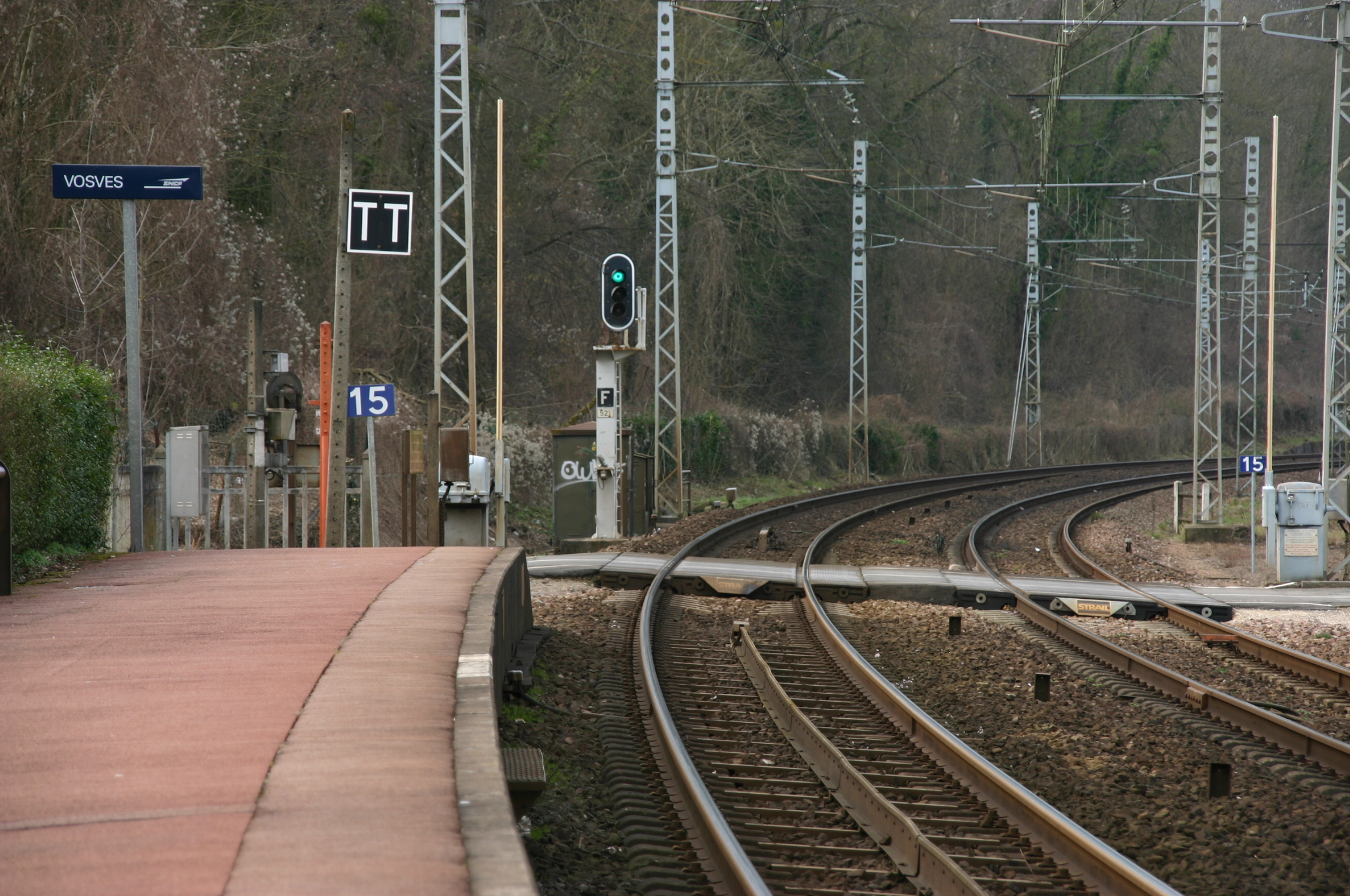
Le passage à niveau à l'ouest de la gare.